# Smadovița, Mehedinți
Smadovița este un sat în comuna Bâcleș din județul Mehedinți, Oltenia, România.

## Așezare
Satul Smadovița este situat la limita sud-estică a județului Mehedinți, la marginea câmpiei Bălăciței, în zonă de deal, la aproximativ 300-400 m înălțime de la nivelul mării. Localitatea se află la aproximativ 5 km distanță de reședința de comună, Bâcleș, respectiv la 6 km de comuna doljeană Secu.

## Istoric
Satul a fost pentru prima dată atestat documentar în anul 1513, fiind dăruit de Neagoe Basarab lui Șerban spătar pentru „credincioasă slujbă și vărsare de sânge cu lancea”. Acesta a aparținut, inițial, de comuna Bâcleș, din 1864 până în 1892. În același an, Smadovița devine comună, fiind formată din satul de reședință cu același nume până în 1931, an în care este inclus și satul Smadovicioara, actualmente aparținând de Comuna Secu, din județul Dolj. În mai 1968, satul revine în componența comunei Bâcleș.

### Infrastructură
Infrastructura socio-edilitară din Smadovița este formată dintr-o școală primară (nefuncțională, începând cu anul școlar 2014-2015), o grădiniță, un cămin cultural, precum și o rețea de alimentare cu apă curentă. Totodată, în ultimii ani, drumurile de acces prin care se realizează legătura cu satul de reședință au fost asfaltate.
În ceea ce privește lăcașurile de cult, în localitate funcționează o singură biserică ortodoxă, care poartă hramul Sfinților Împărați Constantin și Elena. Biserica actuală a fost construită în 1909, fiind renovată de două ori, în 1937 și în 2015. Aceasta este amplasată în centrul localității. Vechea biserică, din lemn, a fost ctitorită în 1817, urmând a fi închisă în 1897, din cauza stării precare în care se afla.

## Demografie
La recensământul din 2011, satul număra 509 locuitori, în scădere față de recensământul din 2002, când au fost înregistrați 855 de locuitori.
1. ↑  „Sfatul Popular al comunei Smadovița (1949-1968)” (PDF). SERVICIUL JUDEŢEAN MEHEDINŢI AL ARHIVELOR NAŢIONALE. Accesat în 17 ianuarie 2023.
2. 1 2  „Raport de mediu - „Actualizare Plan Urbanistic General - Comuna Bâcleș, județul Mehedinți"”. Agenția Națională pentru Protecția Mediului. Arhivat din original la 17 ianuarie 2023. Accesat în 17 ianuarie 2023.
3. ↑  „Episcopia Severinului si Strehaiei - 30. Smadovița - Sf. Împăraţi Constantin și Elena”. www.episcopiaseverinului.ro. Accesat în 18 ianuarie 2023.